# توفيق الكوكي
توفيق الكوكي، ولد عام 1956 ، رسام كاريكاتور تونسي. بدأ حياته الفنية عام 1978، وهو يعمل في وزارة الثقافة والمحافظة على التراث حيث يدير رواق الفنون ببن عروس ويترأس جمعية أصدقاء نفس الرواق. فاز توفيق الكوكي عام 2008 بميدالية اليوبيل الذهبي للمهرجان الأوربي العربي للكاريكاتور الذي ينظمه اتحاد المصورين العرب بأوربا بمدينة هامبورغ (ألمانيا. وكان آخر معرض نظمه في الفترة بين 29 ماي و30 جوان 2009 برواق الفنون ببن عروس.

## وصلة خارجية
ميدالية اليوبيل الذهبية لفنان الكاريكاتور التونسي توفيق الكوكي